# Freycinetia divaricata
Freycinetia divaricata är en enhjärtbladig växtart som beskrevs av Elmer Drew Merrill och Lily May Perry. Freycinetia divaricata ingår i släktet Freycinetia och familjen Pandanaceae. Inga underarter finns listade.